# Cai Rienäcker
Cai Rienäcker ist ein deutscher Journalist.

## Leben
Rienäcker arbeitete langjährig insbesondere als Hörfunk- und Fernsehjournalist in verantwortungsvollen Positionen.
Mitte der 2000er Jahre war er Auslandskorrespondent für den Südwestrundfunk in Straßburg.
Bis 2013 arbeitete Rienäcker als Leiter der Hörfunkstudios für SWR, BR und MDR in Brüssel.
Seit 2021 berichtet er für die Tagesschau sowohl als Audiojournalist sowie im Fernsehen.